# Mehrdad Pooladi
Mehrdad Pooladi (Karaj, 26 febbraio 1987) è un calciatore iraniano, difensore o centrocampista dell'Al-Kharitiyath.

## Carriera

### Club
Ha sempre giocato nella massima serie iraniana con varie squadre.

### Nazionale
Ha esordito in Nazionale nel 2011.

## Palmarès

### Club
- Coppa d'Iran

Esteghlal: 2007-2008
- Campionato iraniano

Esteghlal: 2008-2009

### Nazionale
- Giochi asiatici: 1

2006